# Los Toldos
Los Toldos – miasto w Argentynie, w prowincji Buenos Aires, stolica partido General Viamonte.
Według danych szacunkowych na rok 2010 miejscowość liczyła 14 496 mieszkańców.